# Santy Asanuma
Santy S. Asanuma (11 de diciembre de 1961) es miembro del Senado de Palaos. 
Asanuma es hijo de Asanuma Asao, un hombre de negocios de herencia japonesa-palauana, y su esposa Sechedui, miembro del Consejo Asesor de Palaos.